# 海春轩塔
海春轩塔，位于江苏省盐城市东台市东台镇，是中华人民共和国全国重点文物保护单位之一。
1982年3月25日，公布为江苏省文物保护单位，2013年5月公布为全国重点文物保护单位，是一座古建筑。